# Бакирівський гідрологічний заказник
Ба́кирівський заказник — гідрологічний заказник загальнодержавного значення в Україні. Розташований в межах Охтирського району (Сумської області).

## Опис
Площа заказника 2606 га, статус — з 1977 року. У 2009 році заказник увійшов до складу Гетьманського національного природного парку.
Бариківський заказник — це величезний обводнений заплавний комплекс річки Ворскли. Охороняється одне з найбільших боліт лісостепової зони, цінна флора, фауна (видри, ондатри, різні птахи). Поверхню водоймищ вкриває ряска. Трапляється водяна сосонка — оригінальна рослина, яка нагадує невелику сосну. У прибережній смузі трапляється аїр — цінна лікарська рослина з приємним ароматом. Над річкою і берегами стариць зростає очерет, різак водяний, латаття, жабурник звичайний. Поширені також лепешняк великий, лепеха, плакун верболистий, щавель водяний. У центральній частині затонів тягнуться смуги рогозу широколистого. Трапляються осока, хвощ річковий. У смузі біля берега — заболочені луки.
Бакирівський заказник є місцем проживання багатьох водно-болотяних птахів. Основними видами є пастушок, качка, бугай, бугайчик, крячки, кулики, очеретянки, вівсянка. Тут гніздиться журавель сірий. Бакирівський заказник відіграє дуже важливу роль у сезонній міграції птаха — служить місцем відпочинку зграй гусей, качок і куликів. На його території також можна зустріти шуліку чорного — птаха, який занесений до Червоної книги України.
Територія заказника має велике водорегулююче значення для річки Ворскли.
Входить до складу Національного природного парку «Гетьманський».

## Галерея

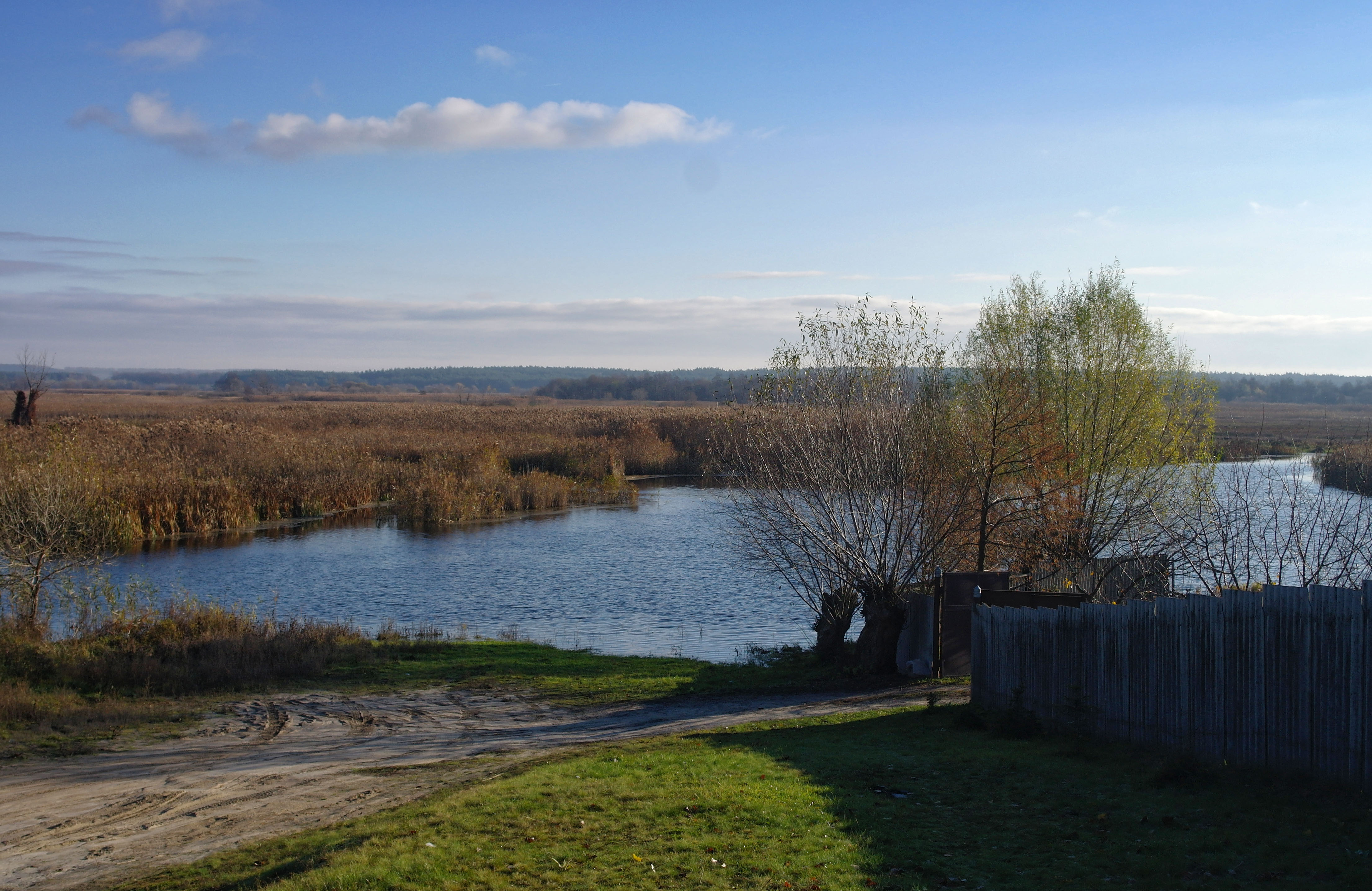
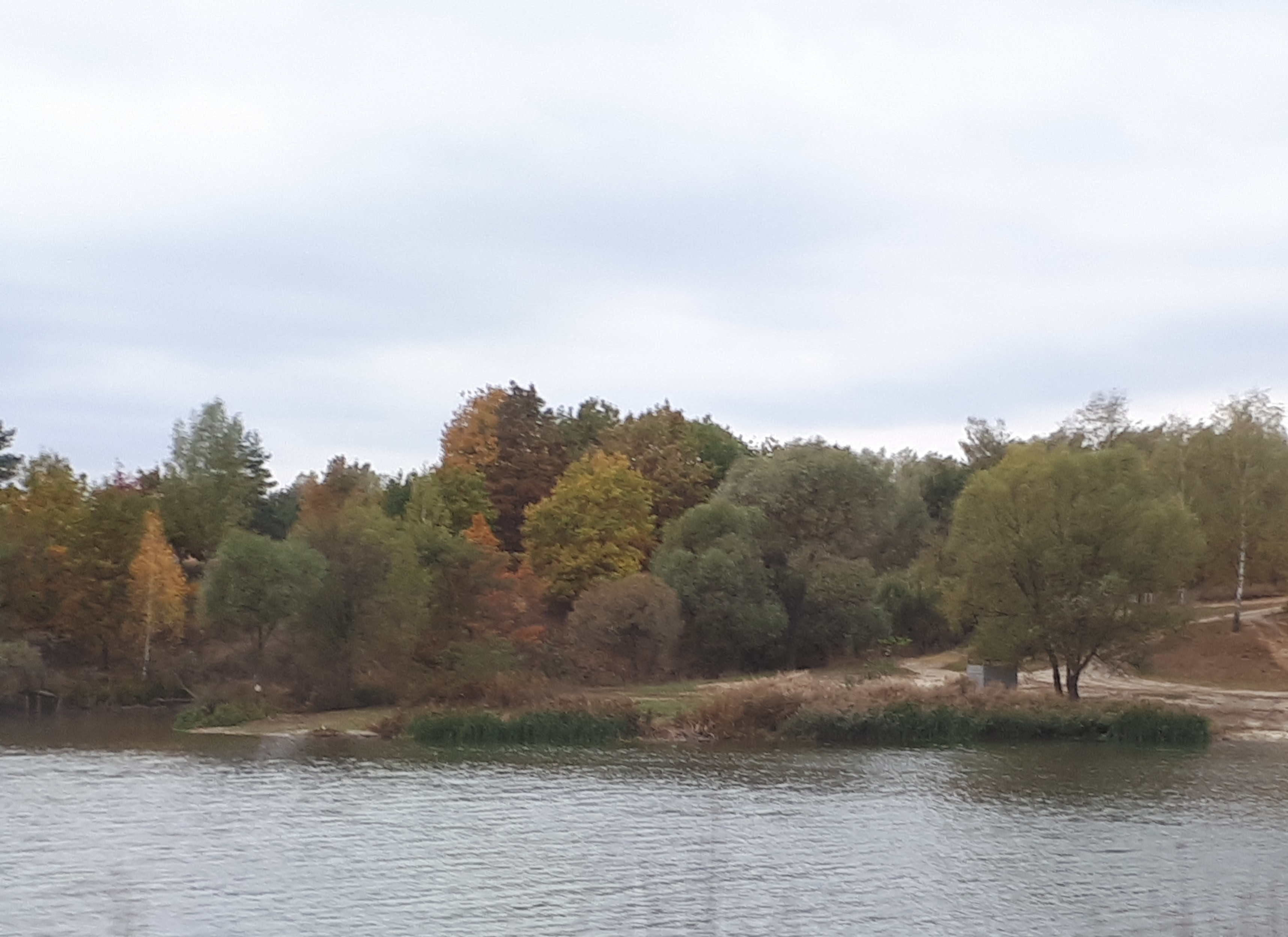
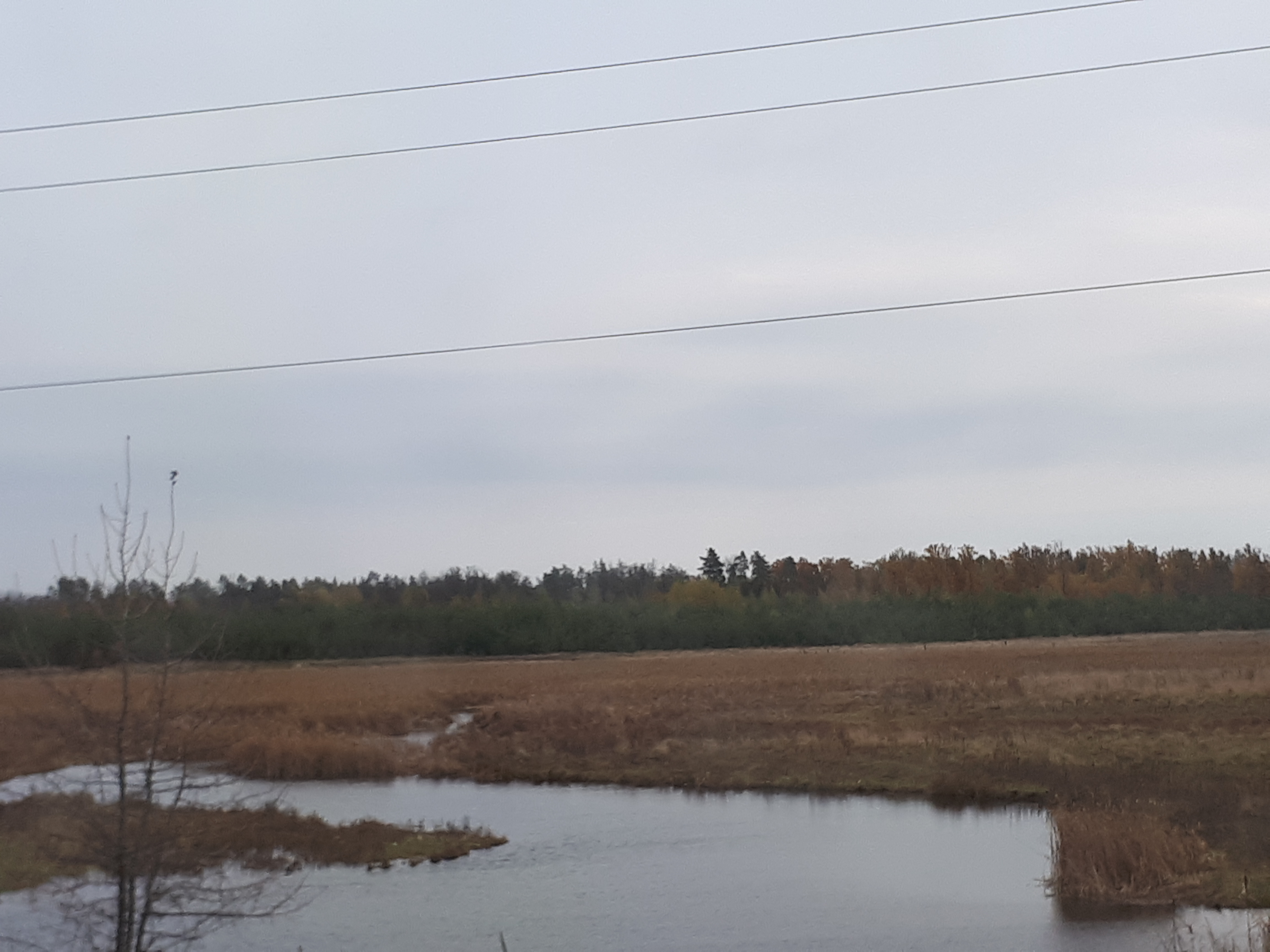